# Alex Savea
Alex Savea (* 16. März 1978 auf Amerikanisch-Samoa) ist ein ehemaliger amerikanisch-samoanischer Fußballspieler auf der Position des Mittelfelds. Er war zuletzt für Pago Youth und in der Amerikanisch-samoanischen Nationalmannschaft aktiv.

## Karriere

### Verein
Die Karriere auf Vereinsebene begann Savea in seiner amerikanisch-samoanischen Heimat im Hauptstadtklub Pago Youth, für den er bis zum Jahr 2011 spielte. Hier wurde er in der Saison 2007 amerikanisch-samoanischer Vizemeister. Ein Jahr später gewann er mit den Verein seine erste Meisterschaft. 2010 gewann er seine letzten Meisterschaft, ehe er seine Karriere im Juli 2011 beendete.

### Nationalmannschaft
Sein Debüt für die amerikanisch-samoanische Fußballnationalmannschaft gab Savea am 7. April 2001 im Rahmen der Weltmeisterschafts-Qualifikation gegen Fidschi, welches mit 13:0 verloren ging. Zwei Tage später bestritt er im Spiel gegen die Auswahl aus Samoa, das ebenfalls mit 0:8 verloren ging, seinen letzten Länderspieleinsatz. Er wurde bis zu seinen Karriereende 2011 nicht mehr in die Nationalmannschaft berufen.

### Erfolge
Amerikanisch-samoanischer Meister: 2008, 2010